# Boy-Scoutz ’n the Hood
«Boy-Scoutz ’n the Hood» (с англ. — «Бойскауты в районе») — восьмой эпизод пятого сезона мультсериала «Симпсоны». Премьера эпизода состоялась 18 ноября 1993 года.

## Сюжет
Барт и Милхаус играют в видеоигры в зале игровых автоматов. Когда у них заканчиваются деньги, Джереми Питерсон заставляет их уйти. В это время Гомер, отдыхая дома, роняет свой последний арахис за диван. Пытаясь его достать, он находит 20 долларов. Поняв, что на 20 долларов можно купить много арахиса, он бежит к выходу, но, поскользнувшись на потерянном арахисе, падает и теряет банкноту. Банкноту подхватывает ветер и выносит из дома. Деньги пролетают через весь Спрингфилд и опускается прямо перед Бартом и Милхаусом. Они решают купить на них «Сквиши» без сиропа в магазине Kwik-e-Mart. Из-за большого количества заменителей, содержащихся в «Сквиши», Барт и Милхаус становятся гиперактивны и путешествуют по всему городу.
На следующий день Барт просыпается с тяжёлым похмельем и обнаруживает, что накануне записался в отряд бойскаутов. Он берет униформу скаута в школу, чтобы вернуть её. На уроке математики Эдна Крабаппл решает провести контрольную работу, отпустив всех бойскаутов на проходящее в это же время их общее собрание. Быстро переодевшись в форму скаута, Барт уходит из класса. Барту не понравилась первая встреча с другими скаутами, но когда он узнал, что бойскаутам разрешено носить перочинные ножи, он решает остаться. Через некоторое время Барту понравилось быть скаутом, хотя Гомер и высмеивает его за это.
На очередном собрании бойскаутов Нед Фландерс объявляет, что в выходные пройдёт «Ежегодная поездка на надувных плотах отцов и детей». Барт рассказывает об этом Гомеру, и тот соглашается, хотя это ему очень не нравится. Положение усугубляется тем, что Гомер и Барт будут ехать на одном плоту вместе с Недом и его сыном Родом, которых Гомер ненавидит. Во время путешествия Гомер потерял карту, и из-за этого плот сворачивает не в ту сторону и оказывается в открытом море. Из-за действий Гомера (например, он стирал свои носки питьевой водой, случайно подбил пролетающий мимо самолёт из сигнальной ракетницы, а также съел почти все запасы пищи) ситуация с каждым днём становится всё хуже и хуже. В это время обеспокоенная Мардж пытается организовать поиски сына и мужа, но шеф Виггам отказывается что-либо делать, мотивируя свой отказ тем, что у него и так слишком много дел. Через несколько дней на плоту Гомер дарит Барту швейцарский нож, который он украл у Боргнайна, но из-за слабости роняет нож на надувной плот, и тот даёт течь. В этот момент Гомер унюхал свежие красти-бургеры, все гребут в указанном Гомером направлении и доплывают до нефтяной платформы, на которой расположен один из ресторанов быстрого питания Красти. После того, как Гомер всех спас, Барт гордится своим отцом.

## Культурные отсылки
- Название эпизода — отсылка к фильму 1991 года «Ребята по соседству» (англ. Boyz n the Hood), а возможно, и к песне Eazy-E 1987 года Boyz-N-Tha-Hood.
- После того как Барт впервые попробовал «Сластёну», он говорит «Ооо, вкусный десерт!» (англ. Ooooo, that's good squishy!) голосом комедийного актёра Джекки Глисана.
- Песня «Спрингфилд, Спрингфилд», исполняемая Бартом и Милхаусом — отсылка к песни «New York, New York» из фильма «Увольнение в город» (англ. On the Town).
- Сцена, в которой Эрнест Боргнайн вместе с бойскаутами проплывают в тёмном лесу, из которого за ними наблюдает неизвестный человек, — отсылка к фильму «Избавление», также в этой сцене играет музыка из того же фильма.
- Человек или существо, которое нападает на Боргнайна в конце эпизода, — скорее всего, отсылка к персонажу фильма "Пятница 13-е" Джейсону Вурхизу (англ. Jason Voorhees). Хотя об этом прямо не говорится, но обстановка (заброшенный лагерь) напоминает место действия фильма, а музыка, играющая, когда экран темнеет, очень похожа на главную тему из него.
- Слова Гомера «Помнишь песенку: „Вода, вода, кругом вода, скорее все напьемся, да.“?» (англ. Don't you know the poem? 'Water, water, everywhere, so let's all have a drink.) — отсылка к Поэме о старом моряке (в оригинале: «Вода, вода, одна вода, Мы ничего не пьём.» (англ. Water, water, everywhere, / Nor any drop to drink.).
- Сцена, в которой почти слепой Ганс Молман достает меч из своей трости, — отсылка к персонажу серии японских фильмов Затойчи.
- Фраза «Это называется нож? Вот это нож!» — отсылка к фильму «Крокодил Данди».
- В начале эпизода можно видеть, как Мартин Принс играет в видеоигру, основанную на фильме Мой ужин с Эндрю (англ. My Dinner with Andre).

## Саундтрек
Нэнси Картрайт и Pamela Hayden — «Springfield, Springfield» (написано Альфом Клозеном и Деном МакГратом)

## Интересные факты
- 11 минут 30 секунд: Барт и Лиза смотрят Шоу Щекотки и Царапки, Гомер сидит на диване и пьёт пиво. В окне проходит… Гомер. Таким образом обыгрывается фраза Лизы «Мультикам не обязательно быть на 100 % правдой».